# Såsta
Såsta är en kommundel i den nordvästra delen av Täby kommun. Kommundelen saknar tätbebyggelse och har fått sitt namn efter Såsta gård. Området genomkorsas av länsväg 265, även kallad Norrortsleden.
Vid Såsta gård uppfördes i början av 1900-talet en herrgårdsbyggnad, som köptes 1918 av Teaterförbundet för att bedriva Pensionat Höstsol som var ett boende för pensionerade scenkonstnärer.
Den verksamheten upphörde i slutet av 1970-talet, och sedan 1997 är det en konferensgård och går under namnet Såstaholm.